# Kabwe
Kabwe (u kolonijalno vrijeme - do 1966. – zvan Broken Hill) grad je u Zambiji. Sjedište je pokrajine Central i četvrti po veličini grad u državi. Nalazi se 140 km sjeverno od glavnog grada Lusake. Leži na blizu 1200 metara nadmorske visine.
Osnovan je 1902. godine kao rudarski grad, nakon što su tu pronađena nalazišta olova i cinka. Osim ta dva elementa, iz rudnika, udaljenog manje od kilometra od današnjeg centra grada, vadili su se srebro, mangan i teški metali u manjim količinama. Ime "Broken Hill" dobio je prema sličnom rudarskom gradu u Australiji. Razvoju grada pridonijela je i željeznica, odnosno linija Kitwe-Lusaka, kao i izgradnja hidrocentrale na rijeci Mulungushi, smještene 50 km jugoistočno od rudnika, prve hidrocentrale u centralnoj Africi.
Premda je rudnik zatvoren 1994. godine, olovo je dospjelo u lokalne vodotoke i jako ih zagadilo, tako da stanovnici i dalje obolijevaju i umiru od izloženosti zagađenju. Danas je Kabwe, prema studiji instituta Blacksmith iz New Yorka, među najzagađenijim gradovima svijeta. Zatvaranjem rudnika, Kabwe je dospio u razdoblje gospodarske stagnacije te je danas na državnoj razini značajan samo kao tranzitni grad.
Prilikom jednog iskopavanja 1921. godine, u Broken Hillu je pronađena lubanja pračovjeka, kasnije nazvanog Homo rhodesiensis. Starost ostataka je između 120.000 i 300.000 godina.
Godine 2010. Kabwe je imao 202.914 stanovnika.

## Vanjske poveznice
- Kabwe na stranici Turističke zajednice Zambije  Arhivirana inačica izvorne stranice od 2. rujna 2011. (Wayback Machine) (engl.)

### Ostali projekti
|  | Zajednički poslužitelj ima još gradiva o temi Rudnik Kabwe |